# Topolino imperatore della Calidornia
Topolino imperatore della Calidornia è una storia a fumetti della Walt Disney scritta e disegnata dal cartoonist Romano Scarpa e inchiostrata da Rodolfo Cimino, pubblicata in due puntate sui numeri 274 e 275 di Topolino, datati 26 febbraio e 5 marzo 1961.

## Trama
Topolino scopre che grazie alla scoperta di un vecchio documento di un secolo prima, di cui possiede solo una metà, e grazie all'aiuto di Atomino Bip Bip che rigenera con i suoi poteri ciò che è scritto nell'altra metà della mappa, può vantare il titolo di imperatore della Calidornia, lo stato in cui si trovano Paperopoli, Topolinia e Giuncavilla e di cui, nella vignetta d'apertura, è mostrata un'ipotetica cartina. Per ottenere questo deve però trovare l'altra metà del documento originale per ricomporre l'intero documento; quindi si mette alla ricerca con i suoi amici addentrandosi nel deserto della Calidornia. Dopo varie peripezie, alla fine della storia Topolino scopre la parte mancante del documento sotto un masso in bilico su una protuberanza rocciosa, scoprendo che nella parte mancante vi era una postilla che, essendo tutta in quella parte del documento, non aveva potuto essere rigenerata da Atomino Bip Bip; la postilla specifica che il titolo era a scadenza, e poteva essere ricoperto solo fino ad una determinata data 100 anni dopo, data che era proprio l'anno della storia.